# Bolsaja Murta-i járás
A Bolsaja Murta-i járás (oroszul: Большемуртинский район) Oroszország egyik járása a Krasznojarszki határterületen. Székhelye Bolsaja Murta.

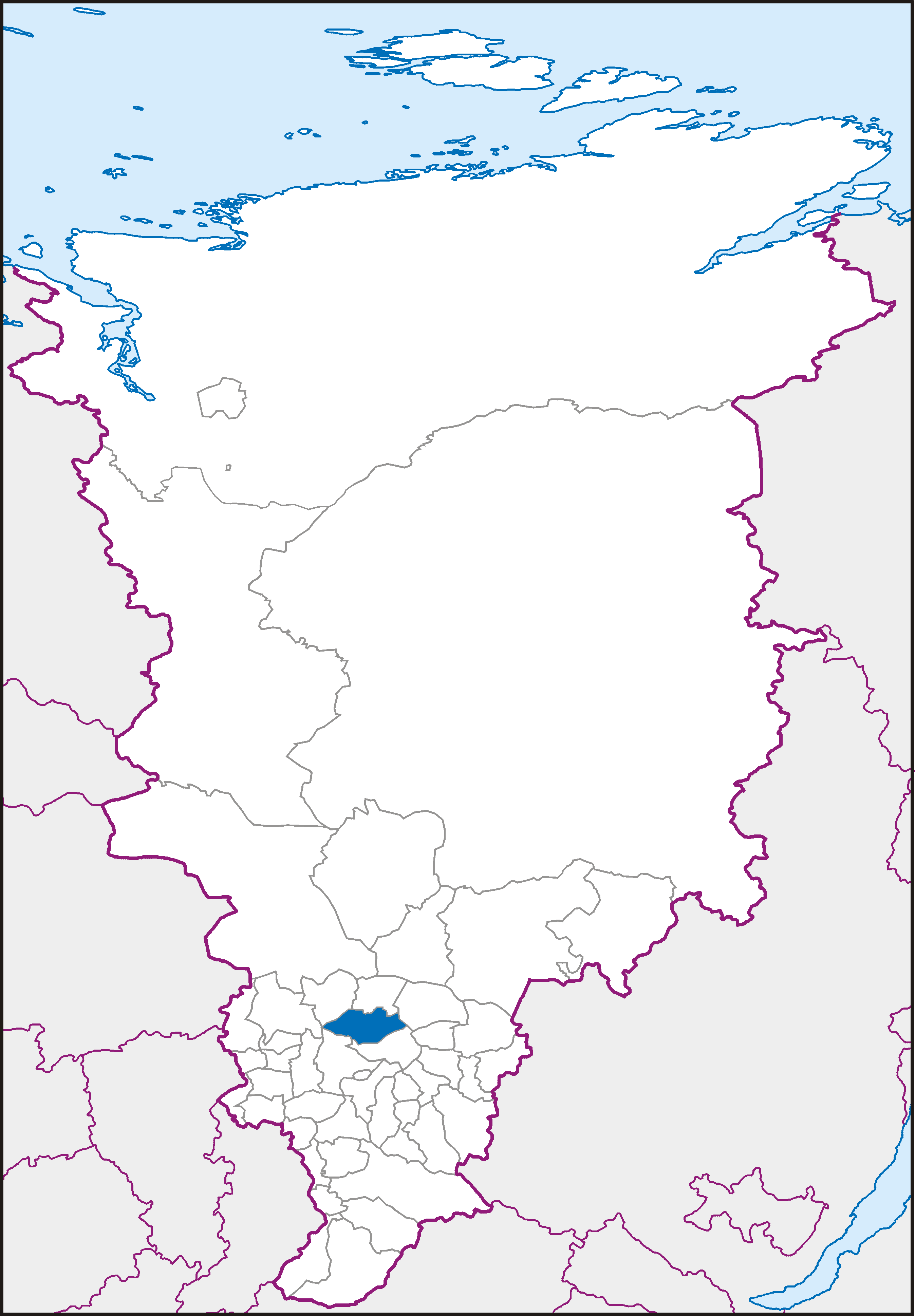
A Bolsaja Murta-i járás a Krasznojarszki határterületen

## Népesség
- 2002-ben 21 087 lakosa volt, melynek 81,3%-a orosz, 4,8%-a tatár, 4,5%-a csuvas, 3,5%-a német, 1,8%-a ukrán, 0,6%-a fehérorosz.
- 2010-ben 19 102 lakosa volt.